# Marcel Sobottka
Marcel Sobottka, né le 25 avril 1994 à Gelsenkirchen, est un footballeur allemand qui évolue au poste de milieu de terrain.

## Statistiques
| Saison                | Club                  | Championnat           | Championnat | Championnat | Coupe(s) nationale(s) | Coupe(s) nationale(s) | Total | Total |
| Saison                | Club                  | Division              | M.          | B.          | M.                    | B.                    | M.    | B.    |
| 2013-2014             | Schalke 04 II         | Regionalliga          | 27          | 0           | -                     | -                     | 27    | 0     |
| 2014-2015             | Schalke 04 II         | Regionalliga          | 14          | 1           | -                     | -                     | 14    | 1     |
| Sous-total            | Sous-total            | Sous-total            | 41          | 1           | 0                     | 0                     | 41    | 1     |
| 2015-2016             | Fortuna Düsseldorf    | 2. Bundesliga         | 15          | 0           | 1                     | 0                     | 16    | 0     |
| 2016-2017             | Fortuna Düsseldorf    | 2. Bundesliga         | 28          | 3           | 2                     | 2                     | 30    | 5     |
| 2017-2018             | Fortuna Düsseldorf    | 2. Bundesliga         | 32          | 4           | 2                     | 0                     | 34    | 4     |
| 2018-2019             | Fortuna Düsseldorf    | Bundesliga            | 14          | 0           | 1                     | 0                     | 15    | 0     |
| 2019-2020             | Fortuna Düsseldorf    | Bundesliga            | 18          | 0           | 3                     | 0                     | 21    | 0     |
| 2020-2021             | Fortuna Düsseldorf    | 2. Bundesliga         | 31          | 5           | 2                     | 0                     | 33    | 5     |
| 2021-2022             | Fortuna Düsseldorf    | 2. Bundesliga         | 23          | 0           | 1                     | 0                     | 24    | 0     |
| 2022-2023             | Fortuna Düsseldorf    | 2. Bundesliga         | 25          | 2           | 3                     | 0                     | 28    | 2     |
| 2023-2024             | Fortuna Düsseldorf    | 2. Bundesliga         | 7           | 0           | 2                     | 0                     | 9     | 0     |
| Sous-total            | Sous-total            | Sous-total            | 194         | 14          | 17                    | 2                     | 211   | 16    |
| Total sur la carrière | Total sur la carrière | Total sur la carrière | 241         | 15          | 17                    | 2                     | 258   | 17    |

## Palmarès
Fortuna Düsseldorf
- 2. Bundesliga (1)
  - Champion : 2018